# Sam Posey
Samuel "Sam" Posey, född 26 maj 1944 i New York, är en amerikansk racerförare.

## Racingkarriär
Posey var välbärgade och blev känd i Nordamerika som en skicklig tävlingsförare i såväl formel 5000 som i Trans Am-bilar. Han deltog i två formel 1-lopp i början av 1970-talet. Han körde för Surtees i USA 1971 och en hyrd Surtees-Ford i USA 1972. Han tvingades bryta det första och slutade han tolva i det andra loppet.
Posey vann sedan Sebring 12-timmars tillsammans med Brian Redman, Alan Moffat och Hans Stuck i en BMW 3.0 CSL 1975. Efter avslutad racingkarriär blev Posey expertkommentator i TV.

## F1-karriär
| Säsong | Stall/Tillverkare             | Poäng | Placering |
| ------ | ----------------------------- | ----- | --------- |
| 1971   | Surtees-Ford                  | 0     | –         |
| 1972   | Champcarr Inc. (Surtees-Ford) | 0     | –         |